# Akheiropoiéton

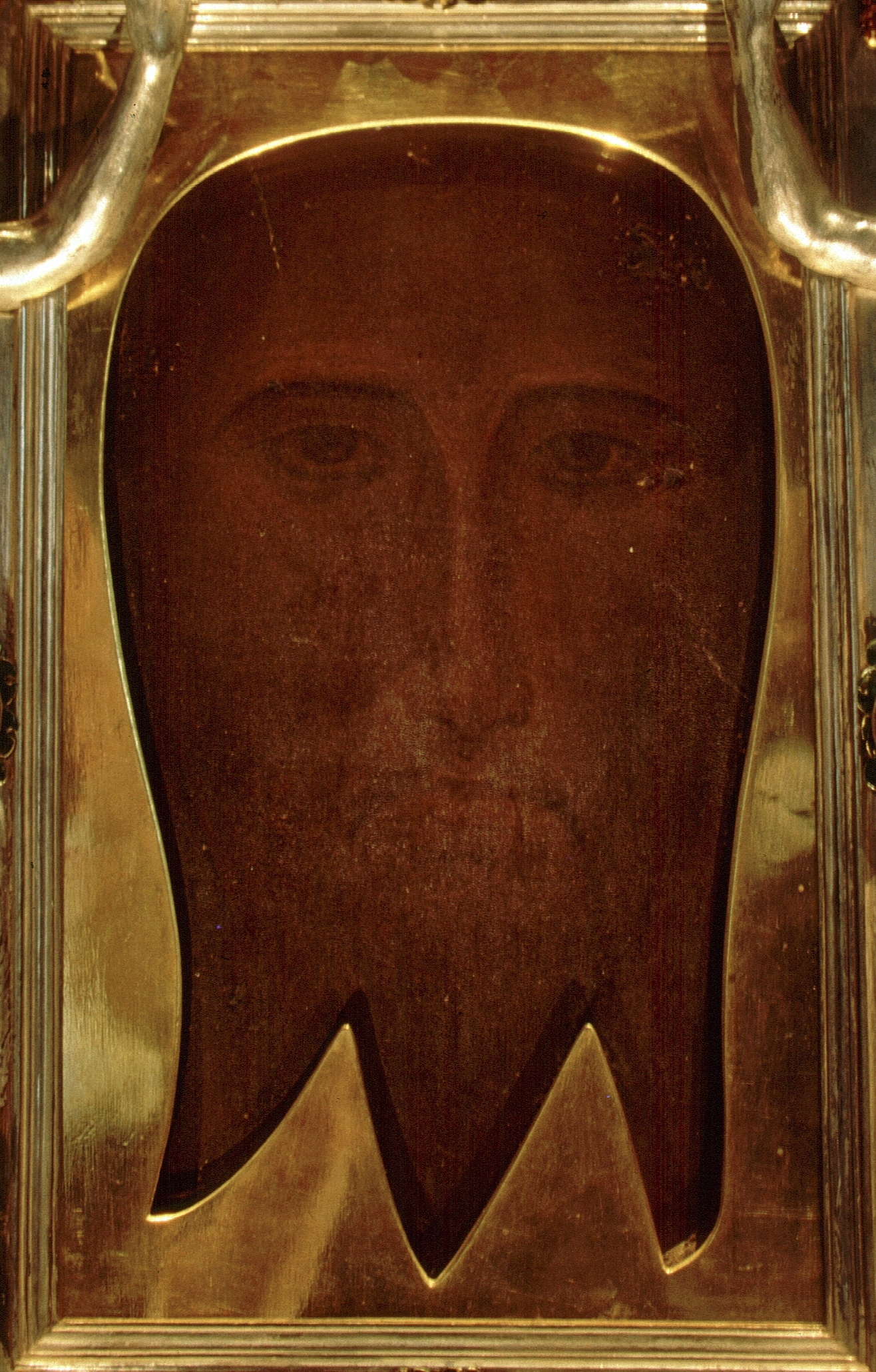
Az edessai mandylion (’nem emberi kéz csinálta dolog’) a római pápa magánkápolnájából

Az akheiropoiéton (többes számban: akheiropoiéta; görög betűkkel: αχειροποίητον; jelentése szó szerint: ’nem kéz csinálta dolog’) olyan képet jelöl a görögkeleti teológiában, amit nem emberi kéz készített. Ennek a középkori teológiában különösen nagy jelentősége volt, így érthető, hogy a szó egyben a kheiropoiéton (emberkéz alkotta dolog) ellenfogalom-párja is volt. Ez utóbbi a bibliában ugyanis a bálvány megfelelője (Jesaja 12,9). Mivel egy akheiropoiéton keletkezése csodának köszönhető, ezért kizárólag ezen képek tudják Jézus Krisztus mindkét természetét megjeleníteni. Az akheiropoietonról készült másolatok ikonok, amelyeket a keleti keresztény egyházakban kultikus tisztelet övez, úgy mint csók, proszkinézis, virág- és tömjénadományok.

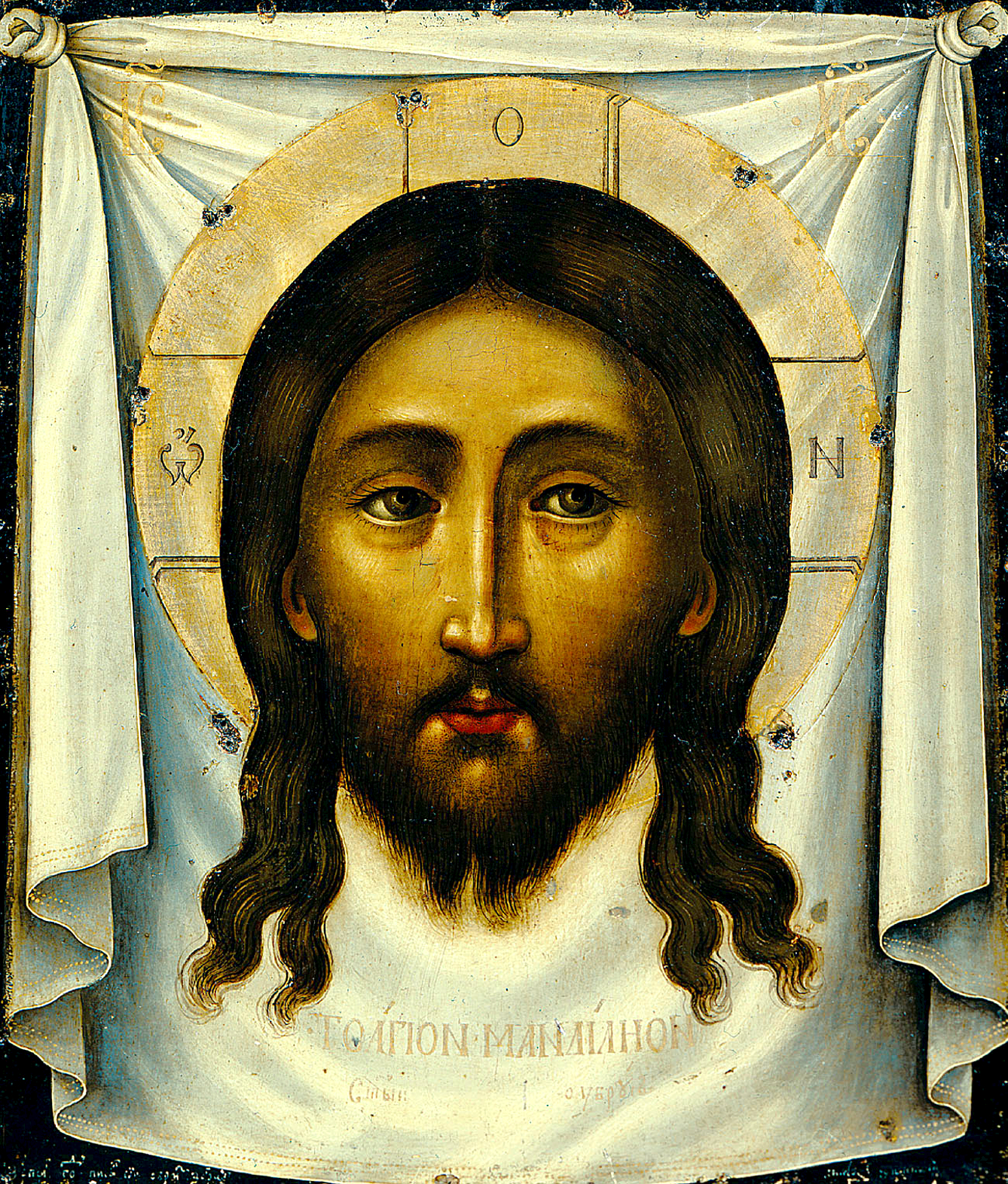
A kezek nélkül készült Megváltó képe: hagyományos ortodox ikonográfia Simon Usakov (1658) értelmezésében.

Ezek általában Jézus vagy Szűz Mária képei. A legnevezetesebb példák, amelyeket a hívők körében a hagyományok szerint a keleti egyházban a Mandilion, más néven Edesszai kép, és a Hodegetria, valamint több orosz ikon, nyugaton pedig a Torinói lepel, a Veronika fátyla, a Guadalupei Miasszonyunk és a Manoppello-kép. A kifejezést használják azokra az ikonokra is, amelyeket csak egy csodával határos módon létrehozott eredeti archetípus normális emberi másolatának tekintenek.
Bár a leghíresebb akheiropoiétonok ma már többnyire fatáblára festett ikonok, léteznek más hordozókon is, például mozaikok, festett csempék és szövetek. Ernst Kitzinger két típust különböztet meg: "Vagy olyan képek, amelyekről azt hiszik, hogy nem közönséges halandók keze készítette őket, vagy pedig azt állítják, hogy az eredeti mechanikus, bár csodás lenyomatai."  Az ilyen képekbe vetett hit csak a 6. században vált kiemelkedővé, amelynek végére mind a Mandylion, mind a Camuliana-kép jól ismert volt. A piacenzai zarándok Piacenzai Antoninus az 570-es években az egyiptomi Memphiszben egy Veronika fátyla típusú ereklyét mutatott.